# جایزه پژوهش پزشکی بالینی لسکر-دی‌بیکی
جایزه پژوهش پزشکی بالینی لسکر-دی‌بیکی (انگلیسی: Lasker-DeBakey Clinical Medical Research Award) یکی از چهار جایزه‌ای است که همه‌ساله توسط «بنیاد لَسکِـر» اعطا می‌گردد.
این جایزه به هرنوع مشارکت برجسته و ممتاز در زمینهٔ درک، تشخیص، پیشگیری، درمان علامتی یا درمان قطعی بیماری‌ها اهدا می‌شود. واژهٔ «دی‌بیکی» در سال ۲۰۰۸ میلادی، به افتخار مایکل دی‌بیکی در عنوانِ این جایزه، افزوده شد. پیش از آن، عنوان این جایزهٔ «جایزهٔ آلبرت لسکر برای پژوهش‌های پزشکی بالینی» بود.